# La hora H
La hora H fue un programa de televisión de España, dirigido y presentado por Jesús Hermida en la cadena Antena 3 en la temporada 1996-1997.

## Formato
El espacio seguía la misma línea que otros conducidos previamente por el periodista Jesús Hermida en la misma cadena, como La noche de Hermida o Con Hermida y compañía. Se trata de un debate en el que personalidades del mundo de la política, el periodismo, la cultura y el arte intercambian opiniones sobre un tema de actualidad.
En ocasiones se incluía una entrevista en el programa. Entre las personalidades entrevistadas pueden mencionarse al entonces Presidente del Gobierno de España, José María Aznar López y al expresidente Felipe González Márquez.
Entre los contertulios habituales se incluyen los periodistas Pepe Oneto, Fernando Ónega y Nativel Preciado.